# Drepanosticta
Drepanosticta là một chi chuồn chuồn kim thuộc họ Platystictidae.

## Các loài
Chi này có các loài sau:
- Drepanosticta adami
- Drepanosticta austeni
- Drepanosticta emtrai[1]
- Drepanosticta hilaris
- Drepanosticta montana
- Drepanosticta submontana